# 第三代桑德兰伯爵查尔斯·斯宾塞
第三代桑德兰伯爵查尔斯·斯宾塞KG PC（Charles Spencer, 3rd Earl of Sunderland，1675年4月23日—1722年4月19日）是英格兰政治家。曾擔任第一財政大臣。
1700年，查爾斯與第一代馬爾博羅公爵約翰·邱吉爾的女兒安妮·邱吉爾結婚，兩人共有3子2女：
1. 羅伯特（英语：Robert Spencer, 4th Earl of Sunderland）（1701年—1729年）
2. 安妮（1702年—1769年）
3. 查爾斯（1706年—1758年），後代是馬爾博羅公爵
4. 約翰（英语：John Spencer (British politician)）（1708年—1746年），後代是史賓賽伯爵
5. 黛安娜（英语：Diana Russell, Duchess of Bedford）（1710年—1735年）